# Voie ophtalmique

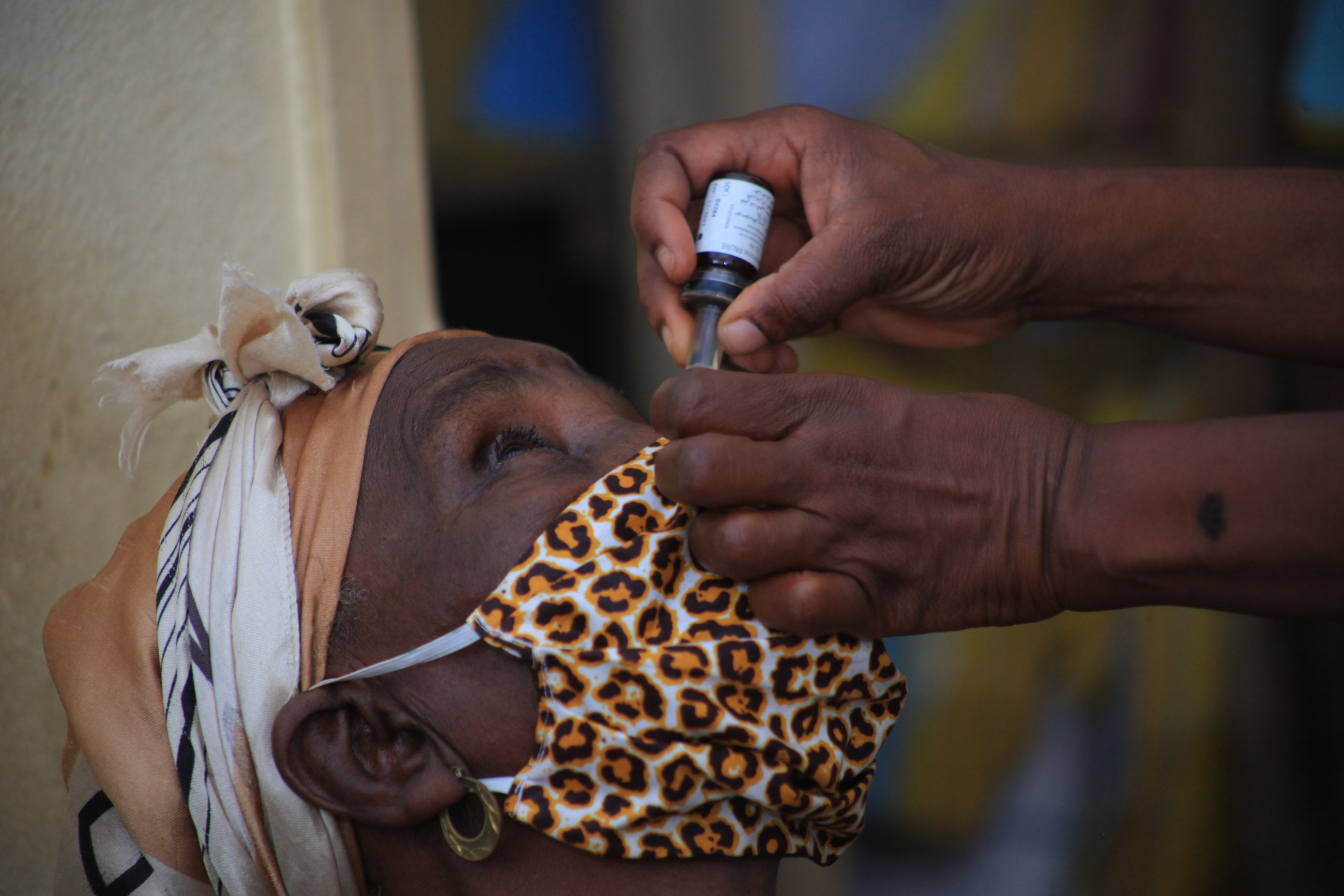
Application de gouttes par voie ophtalmique.

Une voie ophtalmique ou voie oculaire est une voie d'administration de médicaments au niveau de l’œil. application d'un principe actif sur la muqueuse conjonctive ou les sac conjonctival en vue d'une action locale.

## Formes galéniques
Différentes formes galéniques sont possibles : les collyres ou gouttes ophtalmiques, les pommades ophtalmiques, les gels ophtalmiques, les bains oculaires, les solutions pour lavage ophtalmique, les poudres administrées après dissolution ou dispersion, etc.
Ces formes galéniques doivent être stériles, isotoniques et à pH proche de celui des larmes. 
L'action de ces différentes formes galéniques est locale et permet de traiter les infections des yeux ou des paupières.
Ces formes sont vendues en unidose ou en multidose.
Les pommades et les gels, tous deux semi-solides permettent un contact plus prolongé avec l’œil que les collyres qui sont des liquides.